# Contea di Hanshou
La contea di Hanshou (汉寿县S, Hànshòu XiànP) è una contea della Cina, situata nella provincia di Hunan e amministrata dalla prefettura di Changde.